# بیخه فومستان
 ناحیه بیخهٔ فومستان لارستان  : «فوم» در زبان فارسی گندم را گویند، و «ستان» به معنی جای انبوهی وبسیاری چیزی باشد مانند: «گلستان» و «نخلستان»، واین ناحیه در میانهٔ مغرب وجنوب شهر لار است. وجانب جنوبی آن را دریای فارس (خلیج فارس) قرار گرفته، ودرازی آن از بهده تا عموئی سفلی نه فرسخ است، وپهنای آن از «بردول» تا «بندر تبن» تا سه فرسخ است. قصبهٔ این ناحیه گاوبندی است به مسافت سی وپنج فرسخ از شهر لار، وکشت آن دیمی است. ومرغ کبک انجیر در این منطقه فراوان است. وهوائی گرم وتر دارد، این ناحیه مشتملست بر این آباد:
| روستاهای ناحیه بیخهٔ فومستان لارستان استان استان فارس ایران                                                                                  |  |
| --- |  |
| احشام \| بردول \| بندر تبن \| بندر شیو \| دشتی \| بهده \| شیو \| عموئی سفلی \| عموئی علیا \| فومستان \| گاوبندی \| کناردان شرقی.\| میلکی.\| |  |

## منبع
- اقتداری، لارستانی، احمد. (لارستان کهن)  ج۱. چاپ دوم، شرکت انتشارات جهان معاصر، تهران چاپ دوم، سال ۱۳۷۱ خورشیدی.